# Larry Rakestraw
Larry Clyde Rakestraw (Mableton, 22 aprile 1942 – Suwanee, 4 agosto 2019) è stato un giocatore di football americano statunitense che ha giocato nel ruolo di quarterback nella National Football League. Al college ha giocato a football all'Università della Georgia

## Carriera
Rakestraw fu scelto dai Chicago Bears nel corso dell'ottavo giro (112º assoluto) del Draft NFL 1964. Iniziò a giocare con essi nel 1966 disputandovi tutte le tre stagioni della sua carriera professionista, conclusa con 13 presenze, 4 touchdown passaggi e 9 intercetti subiti.

## Statistiche
| Yard passate  | 589  |
| Touchdown     | 4    |
| Intercetti    | 9    |
| Passer rating | 40,7 |